# BOOMERANG (부메랑)
〈BOOMERANG (부메랑)〉은 워너원의 노래로, 두 번째 미니 음반인 《0+1=1 (I PROMISE YOU)》의 타이틀 곡이다. 2018년 3월 19일에 발표되었다.

## 차트

### 주간 차트
| 차트                                     | 최고순위 |
| ---------------------------------------- | -------- |
| 대한민국 (가온 디지털 차트)              | 3        |
| 대한민국 (가온 다운로드 차트)            | 1        |
| 대한민국 (가온 스트리밍 차트)            | 17       |
| 대한민국 (가온 BGM 차트)                 | 3        |
| 대한민국 (가온 모바일 차트) (벨소리)     | 11       |
| 대한민국 (가온 모바일 차트) (통화연결음) | 29       |
| 대한민국 (가온 소셜 차트)                | 2        |
| 일본 (빌보드 재팬 핫 100)                | 78       |

### 월간 차트
| 차트                                     | 최고순위 |
| ---------------------------------------- | -------- |
| 대한민국 (가온 디지털 차트)              | 23       |
| 대한민국 (가온 다운로드 차트)            | 4        |
| 대한민국 (가온 스트리밍 차트)            | 59       |
| 대한민국 (가온 BGM 차트)                 | 19       |
| 대한민국 (가온 모바일 차트) (벨소리)     | 18       |
| 대한민국 (가온 모바일 차트) (통화연결음) | 47       |

### 가요 프로그램
| 가요 프로그램 | 순위 |
| ------------- | ---- |
| 더 쇼         | 1    |
| 쇼 챔피언     | 1    |
| 엠카운트다운  | 1    |
| 뮤직뱅크      | 1    |
| 쇼 음악중심   | 1    |
| 인기가요      | 2    |

## 참조
1. ↑  “2018년 12주차 가온 디지털 주간 차트”. 가온 차트. 2018년 3월 24일.
2. ↑  “2018년 12주차 가온 다운로드 주간 차트”. 가온 차트. 2018년 3월 24일.
3. ↑  “2018년 12주차 가온 스트리밍 주간 차트”. 가온 차트. 2018년 3월 24일.
4. ↑  “2018년 12주차 가온 BGM 주간 차트”. 가온 차트. 2018년 3월 24일.
5. ↑  “2018년 12주차 가온 모바일 주간 차트”. 가온 차트. 2018년 3월 24일.
6. ↑  “2018년 12주차 가온 모바일 주간 차트”. 가온 차트. 2018년 3월 24일.
7. ↑  “2018년 12주차 가온 소셜 주간 차트”. 가온 차트. 2018년 3월 24일.
8. ↑  “2018년 3월 가온 디지털 월간 차트”. 가온 차트. 2018년 4월 12일.
9. ↑  “2018년 3월 가온 다운로드 월간 차트”. 가온 차트. 2018년 4월 12일.
10. ↑  “2018년 3월 가온 스트리밍 월간 차트”. 가온 차트. 2018년 4월 12일.
11. ↑  “2018년 3월 가온 BGM 월간 차트”. 가온 차트. 2018년 4월 12일.
12. ↑  “2018년 3월 가온 모바일 주간 차트”. 가온 차트. 2018년 4월 12일.
13. ↑  “2018년 3월 가온 모바일 주간 차트”. 가온 차트. 2018년 4월 12일.